# Lowell Bailey
Lowell Bailey (* 15. července 1981 Siler City, Severní Karolína) je bývalý americký biatlonista a mistr světa ve vytrvalostním závodu z rakouského Hochfilzenu v roce 2017.
Ve světovém poháru zvítězil v jednom závodu, právě ve vytrvalostním závodu na světovém šampionátu, který byl součástí harmonogramu SP. První stupně vítězů obsadil ve sprintu ve finském Kontiolahti v sezóně 2013/14, kdy dojel třetí.
Po skončení sezony 2017/2018 ukončil reprezentační kariéru.

## Výsledky

### Olympijské hry a mistrovství světa
Bailey je třináctinásobným účastníkem Mistrovství světa v biatlonu a rovněž trojnásobným účastníkem zimních olympijských her. Jeho nejlepším výsledkem v závodech jednotlivců je zisk zlaté medaile z vytrvalostního závodu z rakouského šampionátu v Hochfilzenu 2017. V týmových závodech je jeho nejlepším výsledkem 7. místo v mužské štafetě ze stejného mistrovství.
| Sezóna  | Akce | Místo                | SP          | SZ          | HZ          | IZ          | ŠT          | SŠT         | Věk         |             |
| ------- | ---- | -------------------- | ----------- | ----------- | ----------- | ----------- | ----------- | ----------- | ----------- | ----------- |
| 2002/03 | MS   | Chanty-Mansijsk      | 59.         | 50.         | –           | 45.         | 17.         | –           | 21 let      |             |
| 2003/04 | MS   | Oberhof              | nestartoval | nestartoval | nestartoval | nestartoval | nestartoval | nestartoval | nestartoval | nestartoval |
| 2004/05 | MS   | Hochfilzen           | nestartoval | nestartoval | nestartoval | nestartoval | nestartoval | nestartoval | nestartoval | nestartoval |
| 2005/06 | ZOH  | Turín                | 46.         | 48.         | –           | 27.         | 9.          | –           | 24 let      |             |
| 2005/06 | MS   | Pokljuka             | –           | –           | –           | –           | –           | 18.         | 24 let      |             |
| 2006/07 | MS   | Anterselva           | 48.         | 50.         | –           | 41.         | 9.          | –           | 25 let      |             |
| 2007/08 | MS   | Östersund            | 61.         | –           | –           | 56.         | 15.         | –           | 26 let      |             |
| 2008/09 | MS   | Pchjongčchang        | 55.         | 22.         | 18.         | 22.         | 21.         | –           | 27 let      |             |
| 2009/10 | ZOH  | Vancouver            | 36.         | 36.         | –           | 57.         | 13.         | –           | 28 let      |             |
| 2010/11 | MS   | Chanty-Mansijsk      | 32.         | 45.         | –           | 78.         | 6.          | –           | 29 let      |             |
| 2011/12 | MS   | Ruhpolding           | 20.         | 20.         | 25.         | 38.         | 10.         | 12.         | 30 let      |             |
| 2012/13 | MS   | Nové Město na Moravě | 32.         | 13.         | 13.         | 29.         | 12.         | 8.          | 31 let      |             |
| 2013/14 | ZOH  | Soči                 | 35.         | 38.         | 23.         | 8.          | 16.         | 7.          | 32 let      |             |
| 2014/15 | MS   | Kontiolahti          | 17.         | 36.         | 13.         | 24.         | 14.         | 8.          | 33 let      |             |
| 2015/16 | MS   | Oslo                 | 29.         | 36.         | 10.         | 15.         | 8.          | 10.         | 34 let      |             |
| 2016/17 | MS   | Hochfilzen           | 4.          | 6.          | 6.          | 1.          | 7.          | 16.         | 35 let      |             |
| 2017/18 | ZOH  | Pchjongčchang        | 33.         | 32.         | –           | 51.         | 6.          | 15.         | 36 let      |             |

Poznámka: Výsledky z mistrovství světa se započítávají do celkového hodnocení světového poháru, výsledky z olympijských her se dříve započítávaly, od olympijských her v Soči 2014 se nezapočítávají.

### Juniorská mistrovství
Zúčastnil se tří juniorských šampionátů v biatlonu. Nejlepším výsledkem je pro něj jedenácté místo ze stíhacího závodu v ruském Chanty-Mansijsku v roce 2001. S mužskou štafetou obsadil nejlépe 6. příčku.
| Sezóna  | D   | Místo           | SP  | SZ  | IZ  | ŠT  | Věk    |
| ------- | --- | --------------- | --- | --- | --- | --- | ------ |
| 1999/00 | MSJ | Pokljuka        | 40. | 46. | 18. | 11. | 18 let |
| 2000/01 | MSJ | Hochfilzen      | 32. | 22. | 22. | 6.  | 19 let |
| 2001/02 | MSJ | Chanty-Mansijsk | 15. | 11. | 27. | 12. | 20 let |

## Vítězství v závodech světového poháru

### Individuální
| Č.                           | sezóna  | datum          | místo                       | disciplína         |
| ---------------------------- | ------- | -------------- | --------------------------- | ------------------ |
| 1.                           | 2016/17 | 16. února 2017 | Hochfilzen, Hochfilzen (MS) | vytrvalostní závod |
| – závod na mistrovství světa |         |                |                             |                    |

#### Profily
- (anglicky) Oficiální stránky Lowella Baileyho
- (anglicky) Profil Lowella Baileyho na stránkách Mezinárodní biatlonové unie
- (anglicky) Profil Lowella Baileyho na stránkách IBU Biathlonworld.com
- (anglicky) Profil Lowella Baileyho na stránkách olympijského výboru Spojených států amerických